# Georg Grosch (Kirchenmusiker)
Georg Grosch (* April 1902 in Nürnberg; † 1974) war ein deutscher Kirchenmusiker.

## Werdegang
Grosch absolvierte zunächst eine kaufmännische Ausbildung. 1931 schloss er sich der Diakonenschaft in Rummelsberg an und besuchte von 1932 bis 1934 die dortige Schule. Ab dem 1. April 1934 war er hauptberuflich Landesposaunenwart des Verbandes Evangelischer Posaunenchöre Bayerns.

## Ehrungen
- 1968: Verdienstkreuz 1. Klasse der Bundesrepublik Deutschland